# Cuiabano (futebolista)
Luis Eduardo Soares da Silva (Cuiabá, 16 de fevereiro de 2003), mais conhecido como Cuiabano, é um futebolista profissional brasileiro que atua como lateral esquerdo. Atualmente defende o Botafogo.

## Vida pessoal
Nascido em Cuiabá, o jogador recebe o apelido em referência a sua cidade natal. Desde criança, ele seguiu em busca do seu sonho de ser jogador de futebol e por pouco não fechou contrato com o São Paulo. No entanto, seu pai ficou receoso devido a distância entre as cidades. Assim, quando surgiu a proposta do Grêmio, o genitor não quis estragar o desejo do filho e aceitou.
Filho de pais atletas, pai jogador de futebol amador e mãe campeã de várias corridas, o jogador sempre foi conhecido pela sua força. Assim, o atleta herdou uma boa genética e esse é o principal ponto destacado por todas as pessoas que já trabalharam com ele.

## Carreira

### Grêmio
Cuiabano ingressou nas categorias de base do Grêmio em 2014, aos 11 anos. Em 15 de julho de 2022, em meio ao interesse dos times da Major League Soccer Orlando City e Charlotte FC, ele renovou seu contrato até dezembro de 2024.
Cuiabano fez sua estreia no time principal em 18 de fevereiro de 2023, começando em um empate fora de casa por 0 a 0 no Campeonato Gaúcho contra o São Luiz. Sua primeira aparição na Série A ocorreu em 21 de maio, quando ele entrou no lugar de Bitello no segundo tempo em uma vitória em casa por 3 a 1 sobre o rival Internacional.

### Botafogo
Em 20 de abril de 2024, o Botafogo anunciou a contratação de Cuiabano com contrato até o final de 2027. Cuiabano fez sua estreia no clube carioca em 2 de Maio de 2024, em uma vitória de 1 a 0 sobre o Vitória na Copa do Brasil. No Brasileirão, fez a estreia 3 dias depois, entrando no lugar de Hugo em uma derrota de 2 a 1 contra o Bahia.
Pela boa temporada que fez pelo Fogão, com 4 gols e 3 assistências em 30 partidas, recebeu scouts de clubes europeus, dois italianos e um espanhol. De acordo com o staff dos clubes, as propostas devem girar entre 12 e 15 milhões, cerca de 76 milhões e 95 milhões de reais, na cotação atual.

## Estilo de jogo
Tem como principais características o bom combate defensivo, apesar de lateral, e a velocidade em transições, que também o credenciam a jogar mais avançado em campo.

## Títulos

#### Grêmio
- Recopa Gaúcha: 2023[11]
- Campeonato Gaúcho: 2024[12]

#### Botafogo
- Copa Libertadores da América: 2024[13]
- Brasileirão Série A: 2024[14]